# Christian Borle
Christian Borle (* 1. října 1973 Pittsburgh, Pensylvánie, Spojené státy americké) je americký herec a zpěvák.

## Životopis
Narodil se a vyrůstal v Pittsburghu v Pensylvánii. Primárně pracuje jako herec v broadwayských představeních.
Navštěvoval St. Edmund's Academy v Pittsburghu, kde v roce 1987 hrál roli Scrooge v představení Vánoční koleda. Absolvoval Shady Side Academy v Pittsburghu a navštěvoval Carnegieho–Mellonových univerzitu před tím, než se v září 1995 přestěhoval do New Yorku.

## Kariéra
Jeho broadwayský debut přišel v roce 1999, když byl náhradníkem na roli Willarda v jevištní verzi muzikálového filmu Footloose. V roce 2000 byl hlavním členem sboru v revivalu muzikálu Jesus Christ Superstar a v roce 2002 jako náhradník v krátce trvajícím muzikálu Amour.
V roce 2003 nahradil Gavina Creela v roli Jimmyho ve hře Thoroughly Modern Millie. Herečka Sutton Foster hrála titulní roli; Borle a Foster vzali se v září 2006. V rozhlasovém rozhovoru v roce 2010 bylo oznámeno, že se pár rozchází.
Hrál v muzikálu Monty Python's Spamalot, kde hrál v původním obsazení hry několik rolí včetně prince Herberta a historika. Jeho výkon v představení mu přinesl v roce 2005 nominaci na cenu Drama Desk Award v kategorii nejlepší herec v muzikálu a Broadway.com Audience Award v kategorii oblíbený herec v muzikálu. Ale nejvíce je z Broadwaye známý za to, že hrál v původním obsazení muzikálu Pravá blondýnka roli Emmetta Forresta. Za svou roli byl nominován na cenu Tony v kategorii nejlepší herec v muzikálu. Muzikál je založen na stejnojmenném filmu z roku 2001 v hlavní roli s Reese Witherspoonovou.
Také se objevil v přídavcích koncertní verzi muzikálu On the Town jako Ozzie v listopadu 2008. V roce 2009 se objevil na workshopu nové hry s názvem Peter and the Starcatchers.
Objevoval se v televizních reklamách, kde tančil a zpíval chválu na internetový server eBay.
Hrál roli Berta v broadwayské produkci muzikálu Mary Poppins. 12. října 2009 nahradil v této roli Adama Fiorentina a muzikál opustil 15. července 2010. Nahradil ho Nicolas Dromard.
V roce 2010 se objevil ve filmu Exmanželka za odměnu, kde si zahrál malou roli golfového nosiče.
Na podzim 2010 a v zimě 2010 hrál roli Priora Waltera ve výročním představení společnosti Signature Theatre Company s názvem Angels in America od Tonyho Kushnera.
25. února 2011 bylo oznámeno, že se Borle přidal k novému pilotnímu dílu seriálu Stevena Spielberga s názvem Smash. Spolu s ním hlavní role v seriálu hrají Debra Messing, Anjelica Houston, Katharine McPhee, Brian d'Arcy James a Megan Hilty. Seriál sleduje okruh postav, které se společně setkaly, když vytváří muzikál o Marylin Monroe s názvem Bombshell na Broadwayi. V květnu 2011 bylo oznámeno, že se seriál bude vysílat v televizní sezóně 2011–2012. V březnu 2012 televizní společnost NBC oznámila, že se seriál obnovuje pro druhou řadu, která bude mít 15 epizod. Po odvysílání druhé řady byl seriál zrušen.
Účinkoval v představení Peter and the Starcatcher jako The Black Stache. Několik představení se hrálo mimo Broadway až do 24. dubna 2011. Nyní hraje roli v broadwayské produkci, která měla oficiální premiéru v dubnu 2012.
V roce 2015 získal cenu Tony za výkon v muzikálu Something Rotten!. Od září 2016 do ledna 2017 hrál v muzikálu Falsettos. Za výkon získal nominaci na cenu Tony. V květnu 2016 bylo ohlášeno, že si zahraje hlavní roli Willy Wonky v Broadway muzikálu Karlík a továrna na čokoládu. Muzikál měl premiéru v březnu 2017 a hrál se do ledna 2018.
Hostující roli si zahrál ve třetím díle seriálu Gilmore Girls: A Year in the Life. V roce 2017 zrežíroval první muzikál Popcorn Falls, který se hrál v srpnu v divadle Marine City v Michiganu. V březnu 2018 bylo oznámeno, že si zahraje po boku své bývalé manželky Sutton Foster v seriálu Younger.

## Osobní život
V roce 2006 se oženil s herečkou Sutton Foster. V rozhlasovém interview v roce 2010 bylo potvrzeno, že Borle a Foster si jsou svými vlastními cestami a rozchází se, ale jsou stále přáteli. V roce 2014 chodil s herečkou Jenn Colella.

## Ocenění a nominace
- 2012 Cena Tony nejlepší herec v divadelní hře za hru Peter and the Starcatcher (nominován)
- 2012 Broadway.com Audience Award nejlepší zábavný výkon za hru Peter and the Starcatcher (vyhrál)
- 2007 Cena Tony nejlepší herec v muzikálu za muzikál Pravá blondýnka (nominován)
- 2007 Drama Desk Award nejlepší herec v muzikálu za muzikál Pravá blondýnka (nominován)
- 2005 Broadway.com Audience Award nejlepší herec v broadwayském muzikálu za muzikál Spamalot (vyhrál)
- 2005 Broadway.com Audience Award nejlepší pár na jevišti (společně s Hankem Azariou) za muzikál Spamalot (nominován)
- 2005 Clarence Derwent Award za muzikál Spamalot (vyhrál)
- 2005 Drama Desk Award nejlepší muzikálový herec za muzikál Spamalot (nominován)

## Divadlo
| Rok     | Název                                      | Role                              | Poznámky                                      |
| ------- | ------------------------------------------ | --------------------------------- | --------------------------------------------- |
| 1995    | The Who's Tommy                            | Pinball Lad 1                     | Offenbach, Německo                            |
| 1997–98 | West Side Story                            | Riff                              | Národní turné                                 |
| 1998    | Footloose                                  | Willard Hewitt (náhradník)        | Richard Rodgers Theatre,Broadway              |
| 2000    | Jesus Christ Superstar                     | Disciple                          | Ford Center for the Performing Arts, Broadway |
| 2001    | The Baby and Johnny Project                | Billy Kostecki                    | New York Theatre Workshop                     |
| 2001    | Just So                                    | Klokan / Vařící trouba / Bushbuck | North Shore Music Theatre                     |
| 2001    | The 3 Musketeers, One Musical For All      | Planchet                          | American Musical Theatre of San Jose          |
| 2002    | Amour                                      | více rolí                         | Music Box Theatre,Broadway                    |
| 2002    | Thoroughly Modern Millie                   | Jimmy Smith (náhradník)           | Marquis Theatre,Broadway                      |
| 2002    | Prodigal                                   | Kane Flannery / Zach Marshall     | York Theatre                                  |
| 2003    | Elegies: A Song Cycle                      |                                   | Mitzi E. Newhouse Theater                     |
| 2004    | Snoopy! The Musical                        | Snoopy                            | New York City Center, koncert                 |
| 2004    | Time After Time                            | H.G. Wells                        | New York City Center, čtení                   |
| 2005    | The Flamingo Kid                           |                                   | Workshop                                      |
| 2005    | Spamalot                                   | více rolí                         | Shubert Theatre, Broadway                     |
| 2007    | Pravá Blondýnka                            | Emmett Forrest                    | Palace Theatre, Broadway                      |
| 2008    | On the Town                                | Ozzie                             | Encores!New York City Center                  |
| 2009    | Peter and the Starcatcher                  | kapitán Hook                      | La Jolla Playhouse                            |
| 2009    | Mary Poppins                               | Bert (náhradník)                  | New Amsterdam Theatre, Broadway               |
| 2010    | Andělé v Americe                           | Prior Walter                      | Signature Theatre Company                     |
| 2011    | Peter and the Starcatcher                  | kapitán Hook                      | New York Theatre Workshop                     |
| 2012    | Peter and the Starcatcher                  | kapitán Hook                      | Brooks Atkinson Theatre, Broadway             |
| 2014    | Sweeney Todd: Ďábelský holič z Fleet Stree | Adolfo Pirelli                    | Lincolnovo centrum                            |
| 2014    | Little Me                                  | více postav                       | New York City Center                          |
| 2015    | Something Rotten!                          | The Bard (William Shakespeare)    | St. James Theatre, Broadway                   |
| 2015    | A New Brain                                | pan Bungee                        | Encores!New York City Center                  |
| 2016    | Falsettos                                  | Marvin                            | Walter Kerr Theatre, Broadway                 |
| 2017    | Karlík a továrna na čokoládu               | Willy Wonka                       | Lunt-Fontanne Theatre, Broadway               |
| 2017    | Popcorn Falls                              | Dramaturg                         | Riverbank Theatre                             |
| 2018    | Me and My Girl                             | Bill Snibson                      | Encores!New York City Center                  |

## Filmografie

### Film
| Rok  | Název                | Role           | Poznámky            |
| ---- | -------------------- | -------------- | ------------------- |
| 1995 | Stonewall            | Bar Patron     |                     |
| 2001 | The Accident         | poslíček       | krátkometrážní role |
| 2010 | Exmanželka za odměnu | Caddy          |                     |
| 2014 | Shutterflies         | poručík Burns  | krátkometrážní role |
| 2014 | Dinner               | otec           | krátkometrážní role |
| 2015 | Hacker               | Jeff Robichaud |                     |

### Televize
| Rok     | Název                                                                | Role                 | Poznámky                                 |
| ------- | -------------------------------------------------------------------- | -------------------- | ---------------------------------------- |
| 1998    | Ghost Stories                                                        | Trevor Mooney        | díl: „Consumers“                         |
| 2001    | Zákon a pořádek                                                      | Tanto                | díl: „Swept Away“                        |
| 2007    | Pravá Blondýnka: Muzikál                                             | Emmett Forrest       |                                          |
| 2008    | Johnny and the Sprites                                               | Troll                | díl: „The Bridge Troll“                  |
| 2012–13 | Smash                                                                | Tom Levitt           | hlavní role, 32 dílů                     |
| 2013    | Za zvuků hudby: živě                                                 | Max Detweiler        | TV film                                  |
| 2013–15 | Dobrá manželka                                                       | Carter Schmidt       | 5 dílů                                   |
| 2014    | Lifesaver                                                            | Dr. Graham Permenter | TV film                                  |
| 2014    | Lucky Duck                                                           | Lucky (hlas)         | TV film                                  |
| 2014    | Mystérium sexu                                                       | Frank Masters        | 3 díly                                   |
| 2014    | Sweeney Todd: Ďábelský holič z Fleet Stree: Živě z Lincolnova centra | Adolfo Pirelli       |                                          |
| 2014    | Sofie První                                                          | Slickwell (hlas)     | díl: „Baileywhoops“                      |
| 2014    | Peter Pan: živě                                                      | Smee/George Darling  | TV film                                  |
| 2016    | Gilmore Girls: A Year in the Life                                    | Carl                 | díl: „Summer“                            |
| 2017    | Falsettos: Živě z Lincolnova centra                                  | Marvin               |                                          |
| 2018    | Vampirina                                                            | Rusty Topsail (hlas) | díl: „Treasure Haunters“                 |
| 2018    | Dobrý boj                                                            | Carter Schmidt       | díl: „Day 429“                           |
| 2018    | Younger                                                              | Don Ridley           | 2 díly                                   |
| 2018    | Na vlásku: Seriál                                                    | otec (hlas)          | díl: „Freebird“                          |
| 2018    | Jak prosté                                                           | Dr. David Horowitz   | díl: „The Visions of Norman P. Horowitz“ |